# 順風耳
順風耳，原是與千里眼一同出現危害世間的妖怪，後被媽祖收服成神將，擁有耳聽世間眾音的能力。

## 传说由来
關於其由来有幾種傳說：
第一種傳說指千里眼與順風耳本是金精、水精所化。
第二种则说他们是商代时期纣王的大将，高明與高觉倆兄弟，在与周文王的军师姜子牙交战時身亡，死后阴魂不散四处飘游，最後盤居於桃花山。默娘聽聞桃花山有二怪危害百姓便独自前往收妖，在山中遇到二怪，力劝其修道爱民。二怪勃然大怒，以为林默娘只是普通村姑，竟敢前来训示，心中不服，使出法宝与默娘交战。默娘手提铜符、口念神咒，令二怪全身无力、四肢不听使换，只得认输屈服，并恳求默娘开恩，表示愿意随之修道，一同救济天下苍生。二怪被默娘收服以后就在桃花山修道，没有再出来害人，待她成神得道後便成為千里眼與順風耳，一同助其救助天下蒼生。
又有一说认为千里眼与顺风耳是來自天庭的天将，奉玉帝旨令降凡於桃花山，等待妈祖得道成神之时，辅佐其救渡海上遇难的众生，以化解人间的劫厄。
另有书中记载，妈祖乃是观音菩萨的化身，因此千里眼和順風耳分別負責替妈祖「观千里灾难」和「听音救苦」，「观」与「音」二者相合，正符合“观音大士”之意。
'千里眼为青面绿衣，左手执戟，头上有两只角，右手横在前额眺望远方。
顺风耳为赤面红衣，右手持斧，头上只长一只角，左手指着耳朵。
二位将军目似铜铃，齿如短剑，身高丈余，声若铜钟，来去如飘风闪电，为妈祖的两大助手。
民间传说“千里眼”及“顺风耳”原本是一对兄弟。兄名“高明”，弟名“高觉”，原为棋盘山的桃精与柳精幻化成人形，下山投靠了商纣。武王伐纣时两军交锋，高明眼睛能看到千里之物，高觉耳朵能听到千里外声响，使得周武王的战略都被纣王所预知，使周军大败。
当时武王由名相姜子牙辅佐。他先用“照魔镜”得知纣王军中有此二魔。为了混淆敌人视听，他下命全军在出战之时，大鸣金鼓，以混乱顺风耳（高觉）之听觉；大旗幡挥舞，以遮千里眼（高明）之眼。并洒狗血在地面，使二人法力尽失，而丧命于战乱中。
受制于奇谋而亡的千里眼与顺风耳心有不甘，妖魂盘据在湄洲岛西北方的桃花山上，时常出现在民间伤人性命，前后历经三千年。
妈祖林默娘二十三岁时听到了这个传闻，随即携带铜符等法物上山，经一番剧烈斗法，二怪弃械投降，双双跪倒妈祖面前，口称师父说：我等奉玉皇大帝的旨意在此守候已久，愿诚心皈依门下，共计天下苍生。收服二人后，两位神将就成为妈祖身边的驾前将军。

## 水精將軍
在民間的神話傳說中，替媽祖察聽世情的兩大駕前護衛神分別為：左手持方天畫戟、右手舉至額前做遠視狀的千里眼（又稱金精將軍），以及右手持月眉斧頭、左手舉至側耳作聽音狀的順風耳（又稱水精將軍）。

## 造型
各個地區不同的順風耳塑像與造型如下

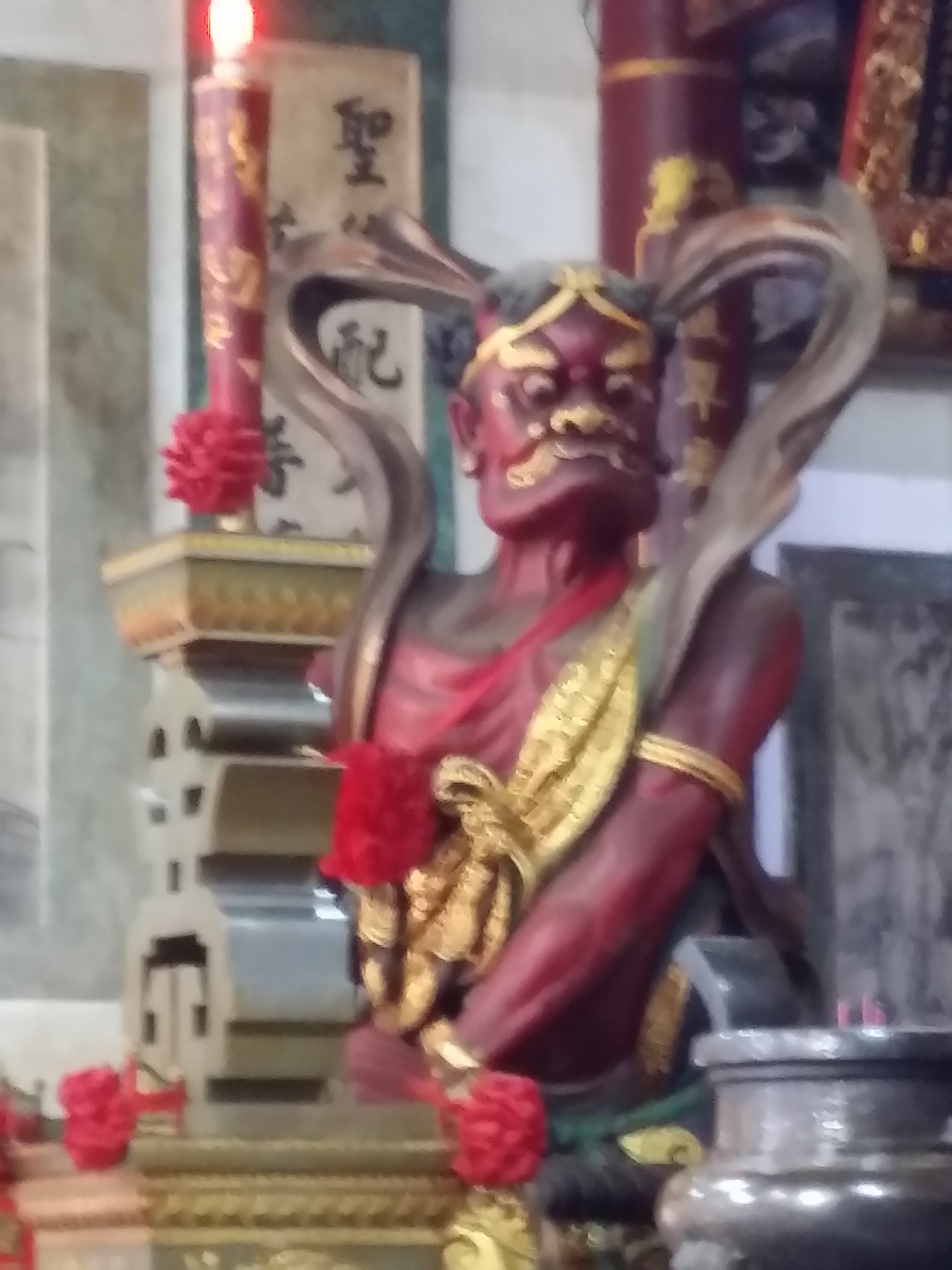
台南 大天后宮  順風耳  神像
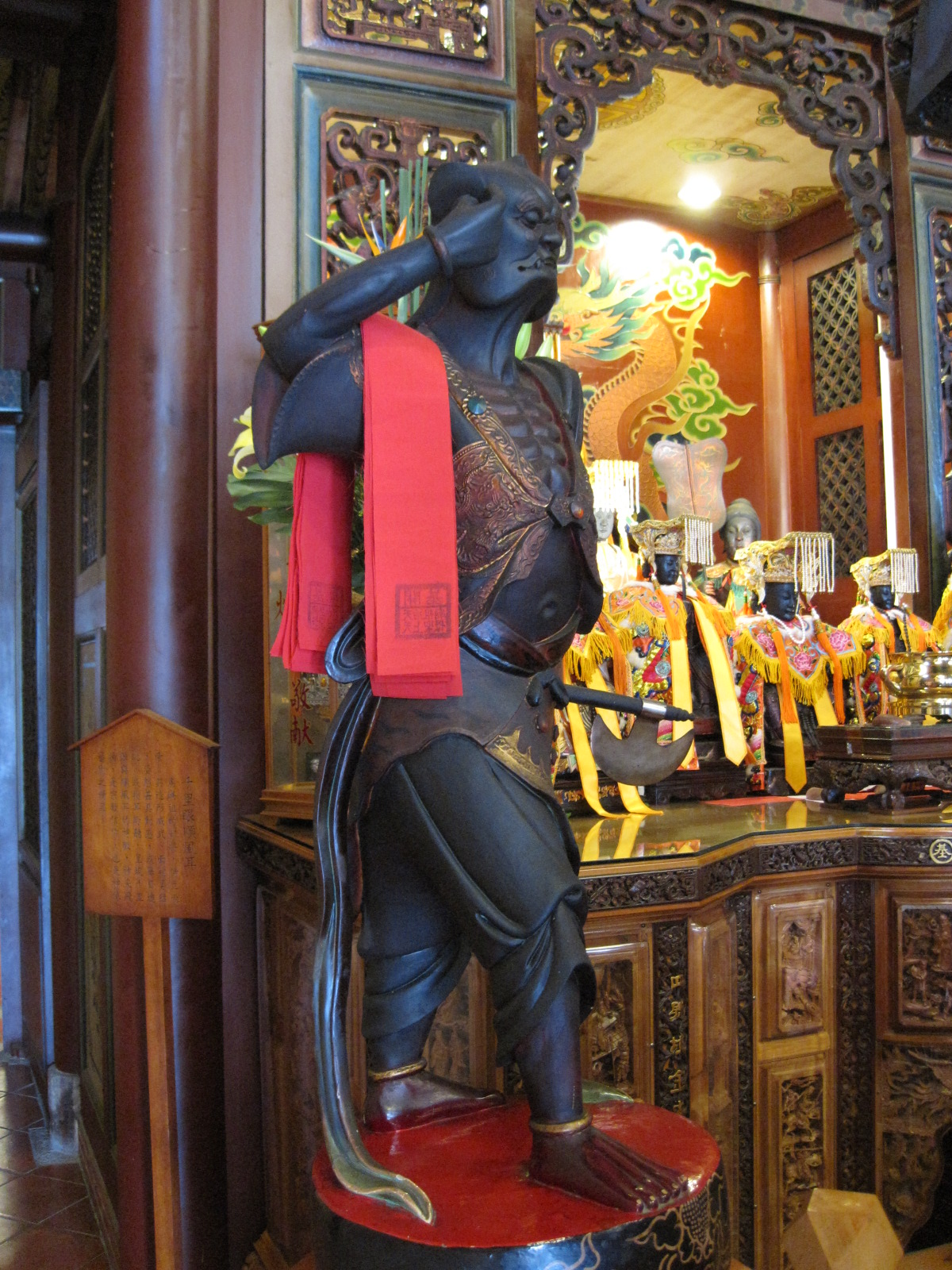
台南 開基天后宮  順風耳  神像
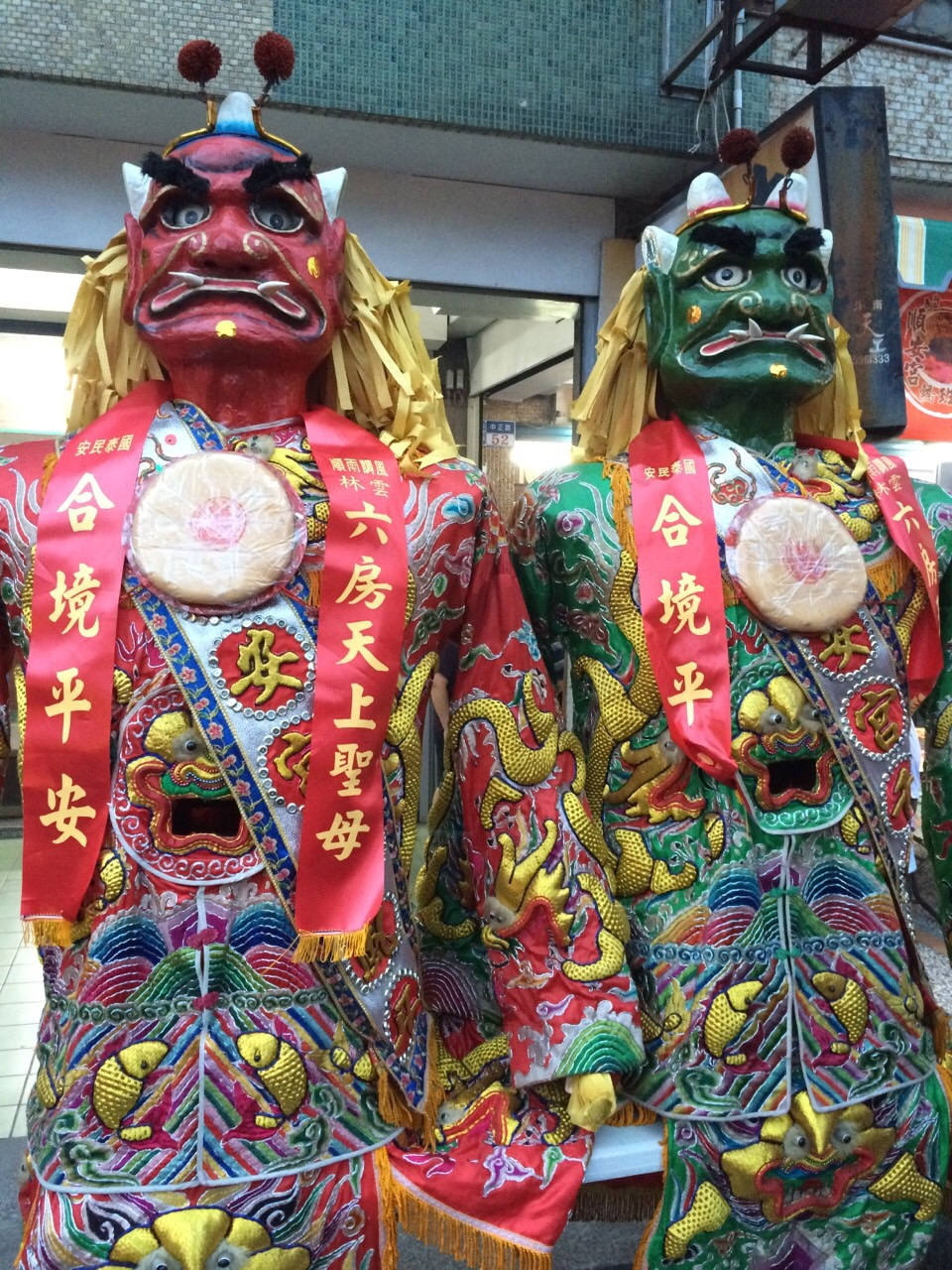
斗南順安宮 千里眼 順風耳 神將
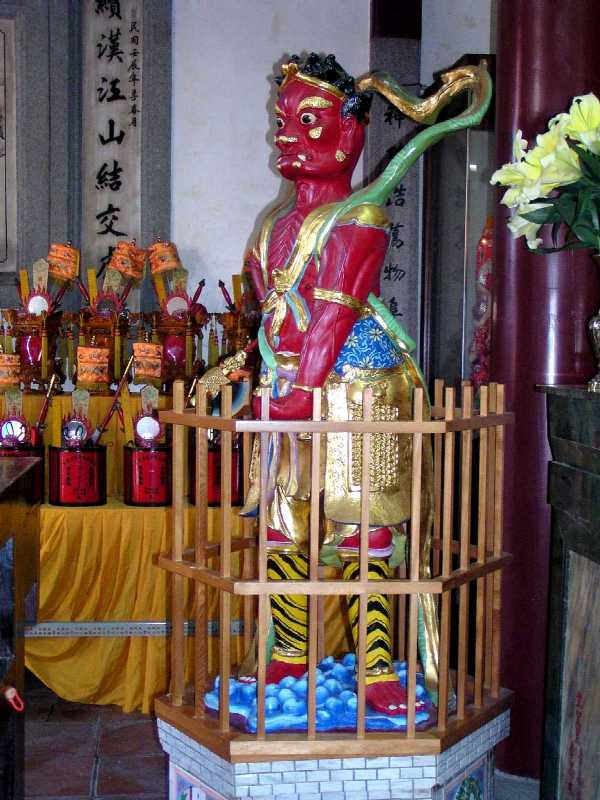
臺灣善化慶安宮順風耳
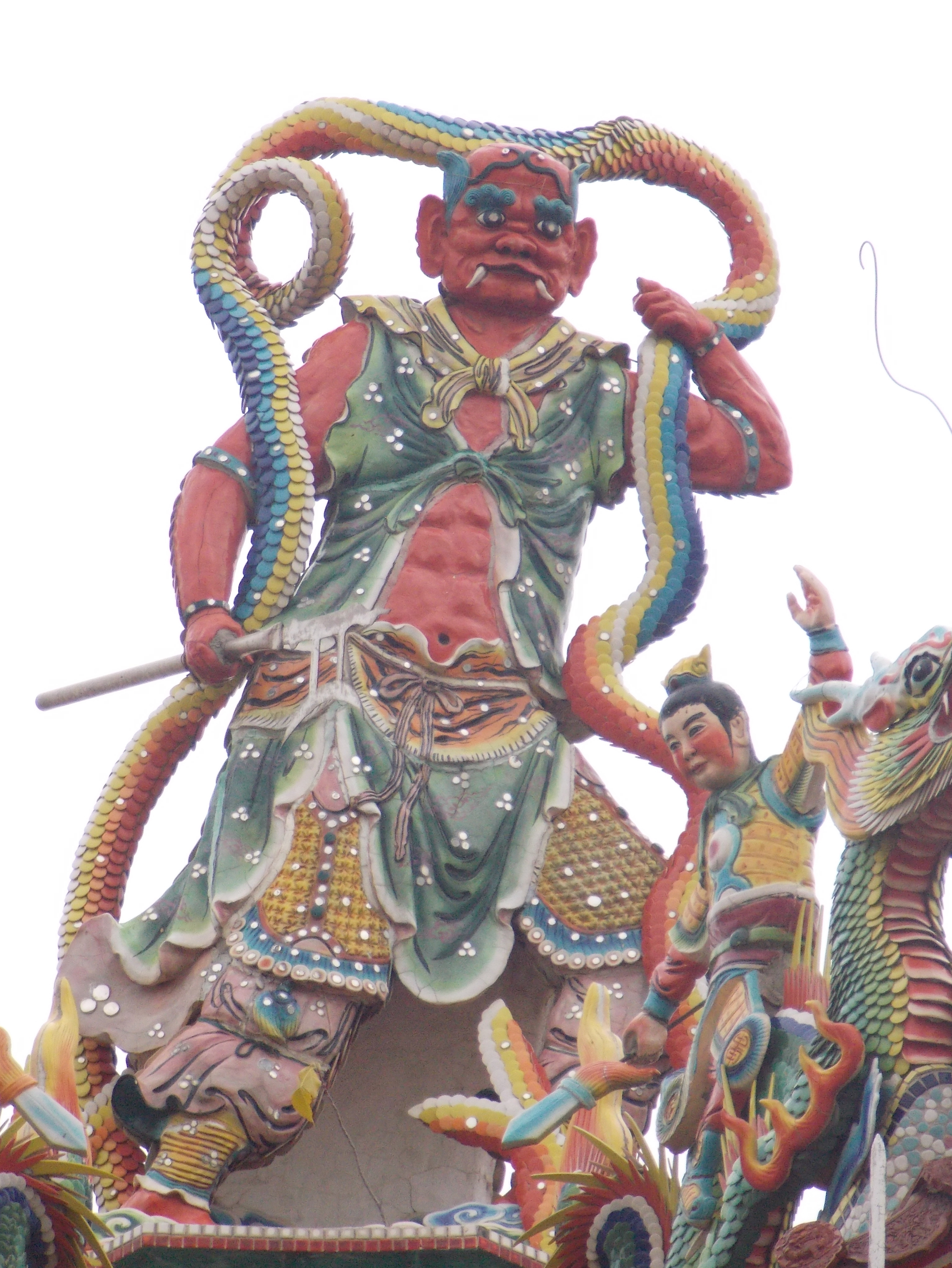
三股龍德宮鳳鼓樓頂的 順風耳將軍

## 南游记
在《南游记》，又名《五显灵官大帝华光天王传》中，顺风耳是和白虎精、千里眼一起被华光收服的妖。